# Touchstone Pictures
Touchstone Pictures is een filmdivisie van de Walt Disney Motion Pictures Group, een onderdeel van The Walt Disney Company.

## Geschiedenis
Het bedrijf is het allereerste bedrijf dat in bezit van Disney kwam, waar niet gelijk de naam van de oprichter op geplakt werd (Walt Disneyficatie).

## Films
Touchstone produceert voornamelijk films die wat volwassener zijn dan de Disney-films, alhoewel Who Framed Roger Rabbit uit 1988 dat ook geproduceerd werd onder het Touchstone-label, over het algemeen meer gezien wordt als een Disney-film (in de film speelden onder andere Mickey Mouse, Donald Duck en veel meer Disney-karakters; en vele karakters van andere filmstudio's).
De oorsprong van Touchstone Pictures is te traceren naar de 1979-film The Black Hole, een sciencefictionfilm die veel controverse opwekte door het feit dat het Disney's eerste film was die een PG-rating had gekregen (niet aanbevolen voor kinderen onder de 6 jaar). Door de jaren heen bleef Disney met zulke films experimenteren, wat uiteindelijk leidde tot felle kritiek op het bedrijf dat het ongepast was als men naar de traditie van het bedrijf keek. De film Trenchcoat uit 1983 wordt gezien als de allereerste aanleiding tot de creatie van Touchstone Pictures als filmlabel. Hierdoor kon Disney volwassenfilms blijven produceren, zonder hun eigen naam hoeven aan te tasten. De verwachte naam voor de studio was eerst Hyperion Pictures, vernoemd naar de locatie van de Disney in de jaren 30, vóór de verhuizing naar Burbank.
De kritieken op Disney bleven bestaan. Men vond het nog steeds ongepast dat Disney de naam Touchstone gebruikte om volwassenere films te distribueren.
Touchstone Pictures is officieel opgericht in 1984 door toenmalig Disney CEO Ron W. Miller. Hun allereerste film was Splash, een gigantische hit voor de studio. In de film kon men op enkele momenten het naakte lichaam van Daryl Hannah zien en er was sprake van grof taalgebruik.
Touchstone is in de jaren 80 een belangrijke bron van inkomsten voor The Walt Disney Company geweest. Het merendeel van de films van Touchstone was uitermate succesvol. Een van de actueelste films van Touchstone is Flightplan (2005) met Jodie Foster en de thriller Dark Water (2005). Het bedrijf is nog steeds een volledig, operatief onderdeel van Disney. Touchstone Television, een spin-off van Touchstone Pictures, produceert op dit moment grote televisiehits als Desperate Housewives, Lost en Scrubs.

## Lijst van belangrijke Touchstone-producties
- Splash (1984)
- Baby: Secret of the Lost Legend (1985)
- My Science Project (1985)
- Down and Out in Beverly Hills (1986)
- Ruthless People (1986)
- Adventures in Babysitting (1987)
- Three Men and a Baby (1987)
- "Ernest" movies (1987 to 1991)
- Cocktail (1988)
- Who Framed Roger Rabbit (1988)
- Dead Poets Society (1989)
- Three Men and a Little Lady (1990)
- Scenes from a Mall (1991)
- 3 Ninjas (1992)
- Sister Act (1992)
- Life With Mikey (1993)
- The Nightmare Before Christmas (1993)
- Kazaam (1996)
- Con Air (1997)
- Kundun (1997)
- Armageddon (1998)
- Enemy of the State (1998)
- Coyote Ugly (2000)
- Unbreakable (2000)
- Signs (2002)
- The Recruit (2003)
- Under the Tuscan Sun (2003)
- The Life Aquatic with Steve Zissou (2004)
- The Hitchhiker's Guide to the Galaxy (2005)
- Flightplan (2005)
- Stick It (2006)
- Goal! The Dream Begins (2006)